# Eclipsi solar del 12 d'agost de 2026
L'eclipsi solar del 12 d'agost de 2026 serà un eclipsi solar total. És el següent eclipsi europeu després del l'11 d'agost de 1999. L'eclipsi total serà visible a Europa només a Islàndia, Espanya i dues parròquies de l'extrem nord-est de Portugal (Guadramil i Rio de Onor). Després de començar a les costes russes del Mar de Laptev amb el sol de mitjanit, travessarà les regions polars del nord, i passarà molt a prop del pol Nord (98,6% ocultació del disc solar). La banda de totalitat recorrerà Groenlàndia i tindrà el seu màxim a l'alçada de la costa nord-oest d'Islàndia, des d'on baixarà per l'oceà Atlàntic cap a la península Ibèrica. Després travessarà Espanya en direcció sud-est durant la tarda local, i acabarà amb la posta de sol a les Illes Balears. Es podrà veure com a eclipsi total a les ciutats de Lleida, Tarragona, Castelló, València o Palma. En canvi, Barcelona, Girona, Alacant, Andorra la Vella o Perpinyà quedaran fora de l'àrea de totalitat i, per tant, es veurà com a eclipsi parcial.